# Paulo Enrique Alves
Paulo Enrique Alves da Silva (ur. 28 września 1993) – brazylijski lekkoatleta specjalizujący się w rzucie oszczepem. 
Brązoway medalista mistrzostw Ameryki Południowej kadetów (2010) oraz mistrzostw panamerykańskich juniorów (2011). Na mistrzostwach Ameryki Południowej juniorów w 2011 zajął czwarte miejsce. W 2012 nie awansował do finału mistrzostw świata juniorów oraz zdobył brązowy medal młodzieżowych mistrzostw Ameryki Południowej. 
Rekord życiowy: 74,86 (11 czerwca 2017, São Bernardo do Campo).

## Osiągnięcia
| Rok  | Impreza                                            | Miejsce   | Pozycja           | Wynik |
| ---- | -------------------------------------------------- | --------- | ----------------- | ----- |
| 2010 | Mistrzostwa Ameryki Południowej juniorów młodszych | Santiago  | 3. miejsce        | 67,05 |
| 2011 | Mistrzostwa panamerykańskie juniorów               | Miramar   | 3. miejsce        | 76,40 |
| 2011 | Mistrzostwa Ameryki Południowej juniorów           | Medellín  | 4. miejsce        | 66,53 |
| 2012 | Mistrzostwa świata juniorów                        | Barcelona | el. – 23. miejsce | 66,43 |
| 2012 | Młodzieżowe mistrzostwa Ameryki Południowej        | São Paulo | 3. miejsce        | 72,25 |